# Eric Anderson (accademico)
William Eric Kinloch Anderson (Edimburgo, 27 maggio 1936 – 22 aprile 2020) è stato un critico letterario scozzese.

## Biografia
Eric Anderson nacque a Edimburgo il 27 maggio 1936 ed era il figlio di William James Kinloch Anderson, proprietario dell'omonima attività di produzione di kilt di Edimburgo ora alla sua sesta generazione, e di Margaret Gouinlock Harper.
Venne educato al George Watson's College di Edimburgo e poi conseguì poi un Master of Arts in lingua inglese all'Università di St. Andrews e un Master of Letters al Balliol College dell'Università di Oxford con una tesi sui romanzi di sir Walter Scott.
All'inizio della sua carriera accademica insegnò al Fettes College di Edimburgo  e a Gordonstoun. In quest'ultima scuola ebbe come suo allievo il principe Carlo. In seguito fu preside della Abingdon School dal 1970 al 1975, della Shrewsbury School dal 1975 al 1980 e dell'Eton College dal 1980 al 1994. Dal 1994 al 2000 fu rettore del Lincoln College dell'Università di Oxford. Nel 2000 divenne prevosto dell'Eton College.
A Fettes fu l'housemaster del primo ministro Tony Blair. Questi successivamente scelse Anderson per una campagna pubblicitaria del 1997 gestita dalla Teacher Training Agency e intitolata "Nessuno dimentica un buon insegnante". A Eton fu head master quando erano studenti David Cameron e Boris Johnson, Anderson venne quindi coinvolto nell'educazione dell'erede al trono britannico e di tre primi ministri britannici, così come di Rory Stewart, Justin Welby, Matthew Pinsent e degli attori Dominic West e Damian Lewis. Era un sostenitore del sistema di sovvenzione diretta. Dal 1998 al 2001 fu presidente del Fondo per la lotteria nazionale.
Pubblicò diverse opere su sir Walter Scott. Nel 1972 la Clarendon Press pubblicò una sua edizione del The Journal of Sir Walter Scott. Fu membro del comitato consultivo dell'Edimburgh Edition per i romanzi dello scrittore inglese e amministratore fiduciario di Scott's Abbotsford durante la sua ristrutturazione. Coinvolto nell'opera della Cumberland Lodge, che propone pubblicazioni e cicli di conferenze presso la Cumberland Lodge nel Windsor Great Park, fu presidente degli amministratori dal 1997 al 2009 e socio onorario a vita dal 2011.
Nel 1985 fu eletto membro della Royal Society of Edinburgh e nel novembre del 2002 venne nominato cavaliere dell'Ordine del Cardo. All'epoca era l'unico membro dell'ordine a non essere un pari o un membro della famiglia reale.
Nel gennaio del 2009 lasciò l'incarico di prevosto dell'Eton College. Gli succedette William Waldegrave. Da allora fu membro onorario del collegio.
Fu anche professore invitato all'Harris Manchester College dell'Università di Oxford, membro del comitato visitatore della Harvard University Memorial Church, fiduciario della Royal Collection Trust, socio del The Wordsworth Trust e dell'Abbotsford Trust. Ottenne lauree honoris causa dall'Università di St. Andrews, dall'Università di Hull, dall'Università degli Studi di Siena, dall'Università di Birmingham, dall'Università di Aberdeen e dall'Università di Buckingham.
Era un Old Abingdonian onorario e nel 2018 accompagnò Poppy, Kate e Will Gompertz per aprire Beech Court alla Abingdon School.
Morì il 22 aprile 2020 all'età di 83 anni.

## Vita personale
Era sposato con Poppy Anderson (nata Mason) e dal loro matrimonio nacquero due figli: David Anderson, avvocato e membro del Queen's Counsel, e Kate, sposata con Will Gompertz, editore artistico della BBC.